# Pleuranthodium iboense
Pleuranthodium iboense là một loài thực vật có hoa trong họ Gừng. Loài này được Theodoric Valeton miêu tả khoa học đầu tiên năm 1914 dưới danh pháp Alpinia iboensis. Năm 1991, Rosemary Margaret Smith chuyển nó sang chi Pleuranthodium.

## Phân bố
Loài này có ở cao độ khoảng 1.000 m trên núi Ibo trong tỉnh Madang, Papua New Guinea. Mẫu định danh số 17081 do Rudolf Schlechter thu thập ngày 29 tháng 12 năm 1907.